# Flaschenpost (Unternehmen)
Die Flaschenpost SE (Eigenschreibweise flaschenpost) ist ein deutscher Lieferdienst für Getränke und weitere Lebensmittel mit Sitz in Münster.

## Geschichte
Die Flaschenpost GmbH wurde im August 2012 vom Münsteraner Unternehmer Dieter Büchl gegründet. Nach einer Projektierungsphase wurde im Oktober 2014 zum ersten Mal aus einem eigenen Lager in Münster geliefert. Die unerwartet hohe Nachfrage führte schnell zu einer Überlastung der Logistikprozesse, sodass eine Überführung der Testphase in den Regelbetrieb nicht möglich war. Aus diesem Grund wurde der Lieferbetrieb Ende Januar 2015 zunächst wieder eingestellt.
Nachdem die betriebsinternen Prozesse für die Bearbeitung einer großen Nachfrage überarbeitet wurden, wurde der Betrieb im April 2016 wiedereröffnet. Anfang 2016 wurde Stephen Weich Teil des flaschenpost-Managements. Es folgten bald weitere Niederlassungen in Köln und Mannheim. Für eine geplante Expansion kamen 2017 Christopher Huesmann und Niklas Plath ins Team. Mit der Umfirmierung der Flaschenpost GmbH in eine Aktiengesellschaft im August 2018 zog sich der Gründer Dieter Büchl in den Aufsichtsrat zurück, dessen Vorsitz er übernahm. Stephen Weich wurde in den Vorstand berufen; im Oktober 2018 folgten ihm Niklas Plath und Christopher Huesmann. Im Januar 2019 wurde das Unternehmen in die heutige Flaschenpost SE umgewandelt. Der Vorstand wurde im Juni 2020 durch Julian Pachta und im Dezember 2021 um Aron Spohr erweitert. Ende des Jahres 2021 legte Stephen Weich sein Vorstandsmandat nieder. Als Co-CEO sind seitdem Niklas Plath und Christopher Huesmann tätig, die sich auch den Vorstandsvorsitz teilen.  
Am 30. Oktober 2020 kaufte die zur Oetker-Gruppe gehörende Radeberger Gruppe das Unternehmen. Am 2. Dezember 2020 gab das Bundeskartellamt die Übernahme frei. In der Folge fusionierte Flaschenpost mit dem ebenfalls zur Oetker-Gruppe gehörenden Getränkelieferdienst Durstexpress, was dazu führte, dass zahlreiche Mitarbeiter bei Durstexpress entlassen wurden.
Seit dem Spätsommer 2020 liefert die Flaschenpost auch Lebensmittel. Den Anfang machte wiederum der Standort Münster. Die Sortimentserweiterung folgte an weiteren Standorten, darunter im September 2021 Berlin. Im März 2023 wurden zahlreiche Bio-Produkte von Alnatura ins Sortiment aufgenommen.

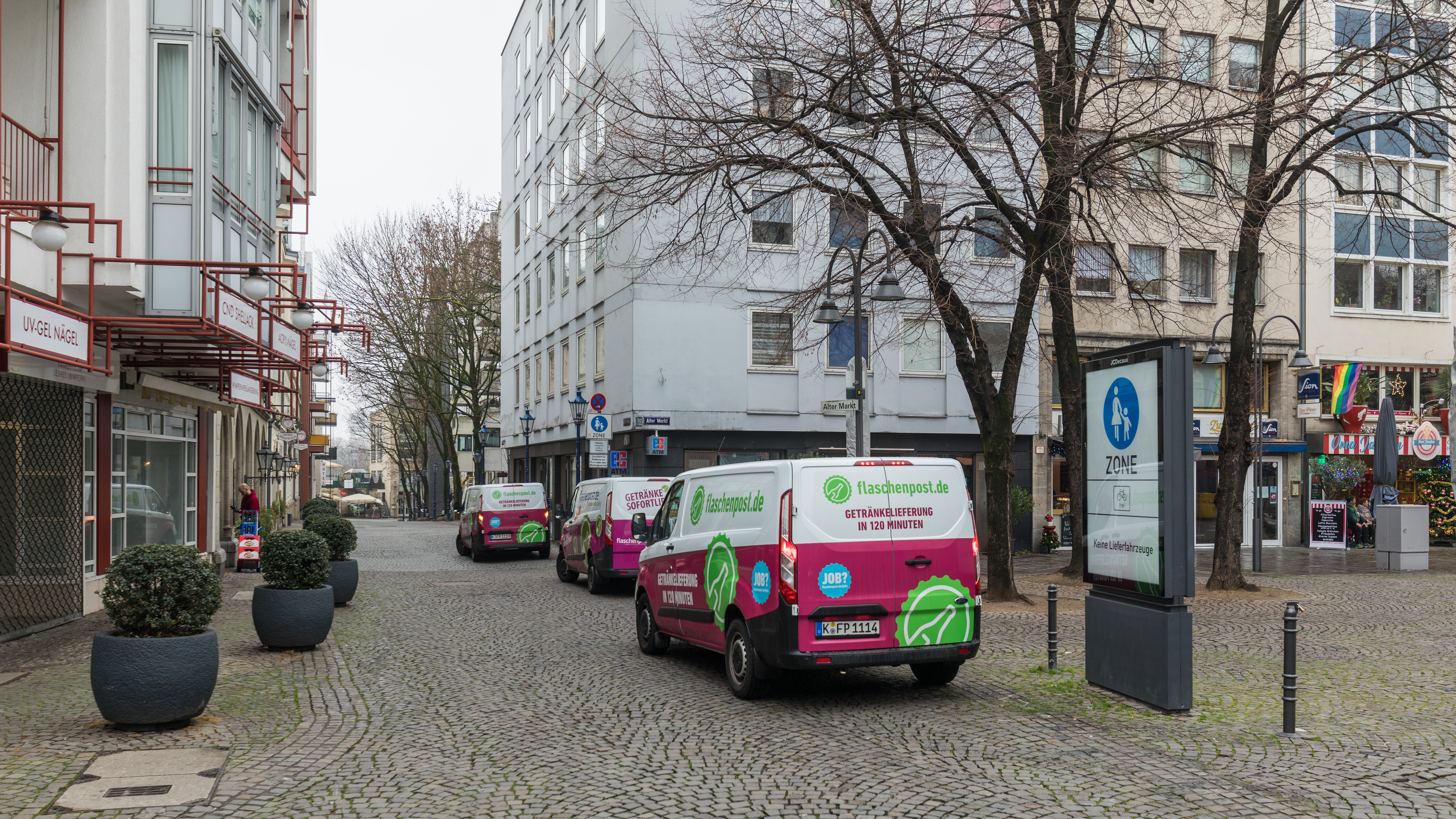
3 Flaschenpost-Lieferwagen am Alter Markt in Köln, 2021

## Konzept
Das Unternehmen bietet die Online-Bestellung von Getränken, Lebensmitteln und Produkten des täglichen Bedarfs an und liefert diese innerhalb von 120 Minuten an den Kunden aus. Eine Liefergebühr wird in bestimmten Liefergebieten erhoben, abhängig vom Bestellwert, und beträgt maximal 3,90 €. Mit Stand 2021 bietet Flaschenpost den Lieferservice, ausgehend von über 33 Lagerstandorten, deutschlandweit in 170 deutschen Städten und Gemeinden an. Schwerpunkt ist Nordrhein-Westfalen.
Bestellt werden kann über den Online-Shop auf der Website oder über eine Mobile App für Smartphones und Tablets. An jedem Standort besitzt Flaschenpost bis zu 150 Lieferfahrzeuge. Das Unternehmen beschäftigt deutschlandweit etwa 20.000 Mitarbeiter, davon einen Großteil in der Logistik, die eigenen Angaben zufolge bis zu 150.000 Kästen pro Tag ausliefern. In Deutschland war Flaschenpost der erste Online-Sofortlieferdienst für Getränke und ist in diesem Segment Marktführer.

## Eigenmarken
Flaschenpost vertreibt mehrere Eigenmarken:
- 9in (Gin)
- Aera (Mineralwasser)
- Cookina
- De Buur (Fruchtsaft)
- Fassreiter (Wein)
- Glucks (Bier)
- Gudesso (Kaffee)
- jØL (Milch- und Ersatzprodukte sowie Eier)
- Klar (Mineralwasser)
- Lumio (Hygieneartikel)
- Minawa (Mineralwasser)
- Reinform (Wein)
- Simplea (Eistee)
- Zwo (Limonade)

## Kritik
Das Unternehmen geriet im Sommer 2020 in die Kritik, da es an einigen Standorten gegen die Bildung von Betriebsräten vorging und den Mitarbeitern trotz des Erhalts größerer Millionenbeträge von Investoren wie Vorwerk Ventures sowie Rekordeinnahmen während der Corona-Krise keine klimatisierten Fahrzeuge zur Verfügung stellte. Mitarbeiter fühlten sich systematisch überwacht. „Frühere und aktuelle Mitarbeiter berichten von permanenter Videoüberwachung in den Logistikzentren.“
Im Zuge der Übernahme durch die Dr. August Oetker KG und der Fusion mit dem ehemaligen Konkurrenten Durstexpress äußerten Mitarbeiter erneut Kritik und sprachen von einem „Klima der Angst“. So berichtete der SWR, Team- und Schichtleiter haben unbezahlte Überstunden leisten müssen, die Fahrer oft nicht pünktlich Feierabend machen können, es habe Probleme beim Arbeitsschutz gegeben und Mitarbeitern, die unverschuldet wegen Krankheit fehlten, sei schnell gekündigt worden. Die taz berichtete im Juni 2021, dass Arbeitnehmer „eine Entbindung der ärztlichen Schweigepflicht gegenüber dem Arbeitgeber“ unterschreiben. Ein Arbeitsvertrag mit dieser Klausel liege der Zeitung vor.